# Donja Obreška
Donja Obreška is een plaats in de gemeente Kloštar Ivanić in de Kroatische provincie Zagreb. De plaats telt 138 inwoners (2001).